# 维托里诺弗赖尔
维托里诺弗赖尔是巴西马拉尼昂州的一个市镇。总面积1122.7平方公里，总人口30187人，人口密度26.9人/平方公里。